# Абхазовы
Абхазовы или Абхази — княжеский кахетинский род, восходящий к середине XVII века, который является одной из ветвей князей Шервашидзе.
По одной из версий родоначальником князей Абхазовых считается Георгий Бег-Абхаз, который жил в середине XVII века. По другой — князь Манучар, который перебрался в Кахетию из Абхазии примерно в 1632 году, где получил удельные земли и принял фамилию Абхази. В ряде документов его потомки были признаны князьями царём Грузии и шахом Ирана. В дальнейшем род князей Абхазовых был занесён в список кахетинских князей, который прилагался к трактату, подписанному 24 июля 1783 года грузинским царём Ираклием II.
В Российской империи род князей Абхазовых не обладал гербом, который был удостоен высочайшего утверждения.